# Dominic Chianese

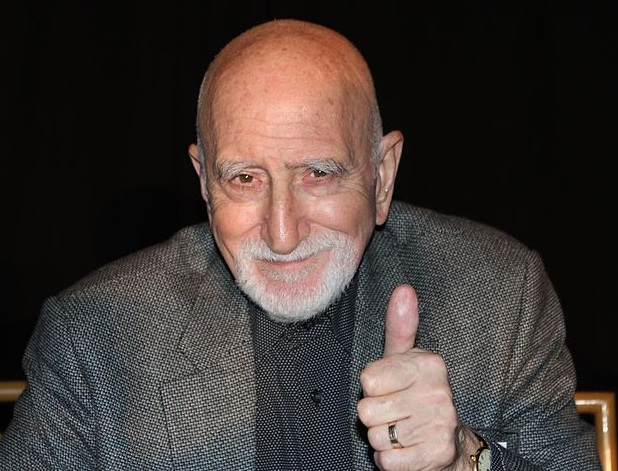
Dominic Chianese im Oktober 2011

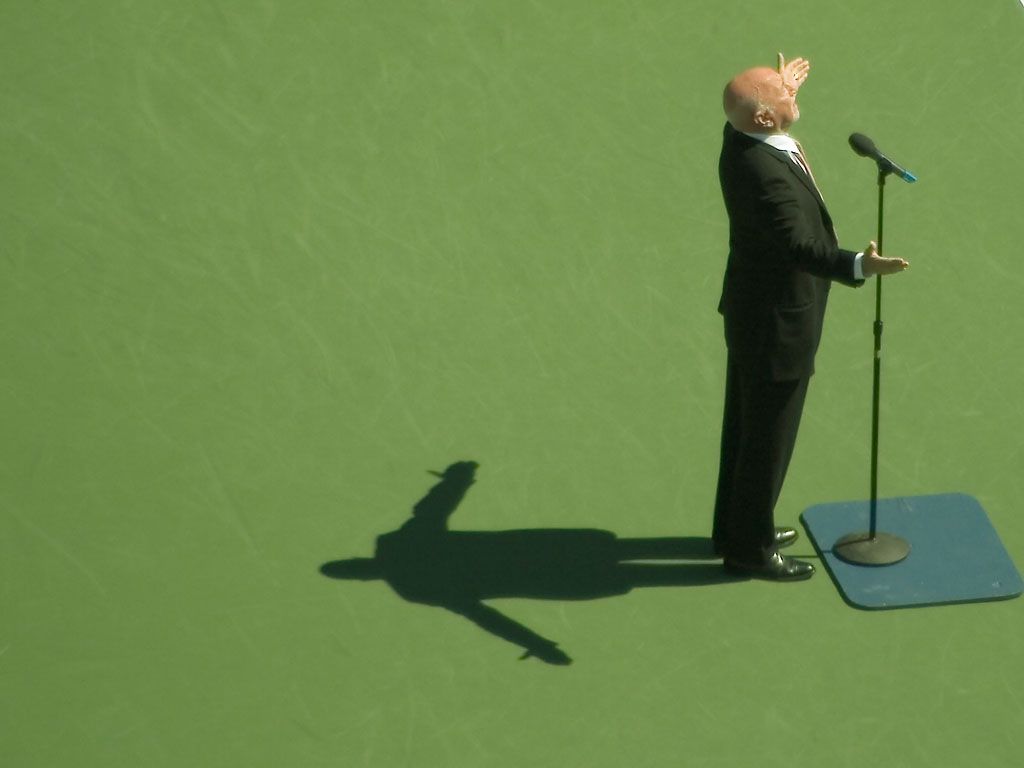
Dominic Chianese singt God bless America bei den US Open 2005

Dominic Chianese (* 24. Februar 1931 in New York City) ist ein US-amerikanischer Schauspieler, der vor allem durch seine Rolle als Corrado „Junior“ Soprano aus der HBO-Serie Die Sopranos bekannt ist.

## Leben
Chianese ist der Sohn italienischer Einwanderer aus der Bronx, sein Vater war Maurer. Nach der Highschool studierte er Theaterwissenschaften auf dem Brooklyn College. Er begann seine Karriere als Schauspieler in Musicals und Broadway-Theatern und ist auch musikalisch aktiv.
Schon vor seiner Rolle in den Sopranos spielte er vorwiegend Mafia-Charaktere in amerikanischen Fernsehproduktionen. Bekanntheit erlangte er auch durch den Kult-Film von 1974, Der Pate – Teil II, in der Rolle des Johnny Ola. 1992 übernahm er eine Nebenrolle in dem Kinofilm Der Reporter. 2002 war er in einer kleinen Rolle in Untreu zusammen mit Richard Gere zu sehen.
Er ist seit Juni 2003 mit Jane Pittson-Chianese verheiratet. Chianese hat einen Sohn.

## Filmografie (Auswahl)
- 1964: East Side/West Side (Fernsehserie, Folge 1x19)
- 1972: Auf leisen Sohlen kommt der Tod (Fuzz)
- 1974: Der Pate – Teil II (The Godfather Part II)
- 1975: Hundstage (Dog Day Afternoon)
- 1976: Die Unbestechlichen (All the President’s Men)
- 1976: Kojak – Einsatz in Manhattan (Kojak, Fernsehserie, Folge 4x07)
- 1977: Der Pate: Die Saga (The Godfather Saga, Miniserie, Folge 1x04)
- 1978: Finger – Zärtlich und brutal (Fingers)
- 1978: Alptraum hinter Gittern (On the Yard)
- 1979: Firepower
- 1979: … und Gerechtigkeit für alle (...And Justice for All)
- 1980–1981: Ryan’s Hope (Fernsehserie, 41 Folgen)
- 1981: The Bronx (Fort Apache, The Bronx)
- 1986: Spenser (Spenser: For Hire, Fernsehserie, Folge 1x22)
- 1989: L.A. Law – Staranwälte, Tricks, Prozesse (L.A. Law, Fernsehserie, Folge 3x08)
- 1989: Mein Partner mit dem zweiten Blick (Second Sight)
- 1990: Tödliche Fragen (Q & A)
- 1990: Bruderkrieg (The Lost Capone, Fernsehfilm)
- 1991: Deadly Revenge – Das Brooklyn-Massaker (Out for Justice)
- 1991–1997: Law & Order (Fernsehserie, 3 Folgen)
- 1992: Der Reporter (The Public Eye)
- 1993: Rivalen des Glücks – The Contenders (The Contenders)
- 1993: Die Nacht mit meinem Traummann (The Night We Never Met)
- 1996: Wenn Lucy springt (If Lucy Fell)
- 1996: Liebe und andere … (Love Is All There Is)
- 1996: Der Untergang der Cosa Nostra (Gotti, Fernsehfilm)
- 1996: The Mouse
- 1996: Nacht über Manhattan (Night Falls on Manhattan)
- 1997: Cosby (Fernsehserie, Folge 2x10)
- 1998: Went to Coney Island on a Mission from God… Be Back by Five
- 1999: Das schwankende Schiff (Cradle Will Rock)
- 1999: Under Hellgate Bridge
- 1999–2007: Die Sopranos (The Sopranos, Fernsehserie, 54 Folgen)
- 2002: Untreu (Unfaithful)
- 2004: Hope and Faith (Hope & Faith, Fernsehserie, Folge 1x23)
- 2004: When Will I Be Loved
- 2004: King of the Corner
- 2004: Fashion Girl – Der Pate trägt Prada (Crimes of Fashion, Fernsehfilm)
- 2007: Adrift in Manhattan
- 2007: The Last New Yorker
- 2010: Damages – Im Netz der Macht (Damages, Fernsehserie, 7 Folgen)
- 2010: Blue Bloods – Crime Scene New York (Blue Bloods, Fernsehserie, Folge 1x04 Ehrenmänner)
- 2011: The Secret Life of the American Teenager (Fernsehserie, 2 Folgen)
- 2011: Mr. Poppers Pinguine (Mr. Popper’s Penguins)
- 2011–2013: Boardwalk Empire (Fernsehserie, 12 Folgen)
- 2012–2015: Good Wife (The Good Wife, Fernsehserie, 5 Folgen)
- 2013: Malavita – The Family (The Family)
- 2017: Active Adults
- 2019: Commissario Montalbano (Il commissario Montalbano, Fernsehserie, Folge 13x02)
- 2019: The Village (Fernsehserie, 10 Folgen)

## Auszeichnungen
- 1999: Screen Actors Guild: Bestes Ensemble einer Fernsehserie (Die Sopranos)
- 2000: Nominierung – Primetime Emmy Award herausragende Leistung eines Nebendarstellers in einer Drama-Serie (Die Sopranos)
- 2000: Nominierung – Screen Actors Guild: Bestes Ensemble einer Fernsehserie (Die Sopranos)
- 2001: Nominierung – Screen Actors Guild: Bestes Ensemble einer Fernsehserie (Die Sopranos)
- 2001: Nominierung – Primetime Emmy Award herausragende Leistung eines Nebendarstellers in einer Drama-Serie (Die Sopranos)
- 2002: Nominierung – Screen Actors Guild: Bestes Ensemble einer Fernsehserie (Die Sopranos)
- 2004: Nominierung – Screen Actors Guild: Bestes Ensemble einer Fernsehserie (Die Sopranos)
- 2006: Nominierung – Screen Actors Guild: Bestes Ensemble einer Fernsehserie (Die Sopranos)
- 2007: Screen Actors Guild: Bestes Ensemble einer Fernsehserie (Die Sopranos)
- 2008: Nominierung – Goldene-Nymphe-Preise Herausragende Rolle in einer Fernsehserie (Die Sopranos)
- 2011: Nominierung – Screen Actors Guild: Bestes Ensemble einer Fernsehserie (Boardwalk Empire)